# Armenian Navy Band
Armenian Navy Band — авангардный фолк-джазовый музыкальный коллектив, созданный в 1998 году в Ереване, Армения. Музыка ANB является смесью джаза и армянской народной музыки. Музыку сочиняет Арто Тунчбояджян, который также иногда использует блюз и афроамериканский джаз, смешивая с традиционной армянской музыкой.

## История
Группу создал известный мультиинструменталист, обладатель премии Grammy Арто Тунчбояджян. К группе также присоединился известный в Армении джазовый музыкант, пианист Ваагн Айрапетян. С его помощью он познакомился ещё с десятью музыкантами, которые стали участниками ANB.
Armenian Navy Band по существу является супергруппой. Помимо создателя группы Арто Тунчбояджяна, остальные музыканты также известны. Один из ведущих музыкантов ансамбля, Армен Уснунц, основатель и руководитель этно-джаз-роковой группы Time Report, считается лучшим саксофонистом Армении, Ваагн Айрапетян — лучший джазовый клавишник республики, один из лучших учеников великого американского пианиста Барри Харриса, неоднократно выступал в Америке, в России, на Востоке, в активе которого — два альбома, записанных с американскими музыкантами и выпущенных в США, и одновременно руководит джаз-рок септетом «Катунер». Арман Джалалян — высокотехничный жёсткий барабанщик, единственный в регионе ударник, имеющий официальный статус Yamaha Artist. Дудукист Вардан Григорян — ученик Дживана Гаспаряна, выступает со многими западными музыкантами. Норайр Карташян — опытный исполнитель на народных духовых инструментах и перкуссии, композитор, искусство которого можно слышать в саундтреке нашумевшего фильма канадского режиссёра Атома Эгояна «Арарат». Артём Манукян — самый молодой участник группы, виолончелист и басист, один из наиболее востребованных бас-гитаристов в Армении.
Первый альбом группы «Bzdik Zinvor» вышел в 1999 году. После выхода первого альбома, в 2000 году группа отправилась в тур по Европе, где обрела настоящий успех.
В 2006 году «Armenian Navy Band» добился нового успеха, получив премию «Лучшая европейской группа играющей world music» от британской медиакорпорации BBC. Соперниками «Armenian Navy Band» за эту награду были Рай Кудер, Омар Суза, Двафер Юсеф, Сушила Рам. На официальной церемонии в Лондоне 7 апреля 2006 года «Armenian Navy Band» выиграли престижную премию World Music Awards., а в 2010-м группа была награжденa премией Grammy.
19 мая 2012 года ANB дали очередной концерт в Московском международном Доме музыки, в котором также приняли участие Борис Гребенщиков, Игорь Бутман, Павел Воля.

## Состав
- Арто Тунчбояджян — вокал, перкуссия, композитор
- Ваагн Айрапетян — фортепиано, синтезатор
- Армен Уснунц — тенор, сопрано-саксофон
- Анаит Артушян — канон
- Армен Айвазян — кяманча
- Ашот Арутюнян — тромбон
- Давид Налчаджян — альт-саксофон
- Тигран Суджян — труба
- Норайр Карташян — зурна, дудук
- Вартан Григорян — зурна, дудук
- Арман Джалалян — ударная установка
- Артём Манукян — бас-гитара
- Артак Геворкян — менеджер группы

## Дискография
| Year | Альбом                                       | Лейбл                                                |
| ---- | -------------------------------------------- | ---------------------------------------------------- |
| 1999 | Bzdik Zinvor (арм. Բզդիկ զինվոր)             | Svota Music                                          |
| 2001 | New Apricot                                  | Imaj Müzik                                           |
| 2004 | Sound of Your Life Part I — «Natural Seeds»  | Svota Music/Heaven and Earth                         |
| 2006 | How Much is Yours? (арм. Որքանն է քոնը)      | Svota Music                                          |
| 2009 | Under Your Thoughts                          | Svota Music                                          |
| 2013 | Sound of Our Life - Part 2: Ethno Dispensary | D. SVOTA MUSIC/llc Avant-Garde Folk Music Production |
| 2013 | Simple Like Water, Deep Like Water           | D. SVOTA MUSIC/llc Avant-Garde Folk Music Production |